# Fizika elementarnih čestica
Fizika elementarnih čestica je grana fizike koja se bavi proučavanjem elementarnih sastavnih dijelova tvari i zračenja. Često se koristi i naziv "visokoenergetska fizika", jer se pokusi ne odvijaju u normalnim okruženjima kakva se nalaze u prirodi, već prilikom visokoenergetskih sudara čestica, kakvi se postižu u akceleratorima.

## Povijest
Pretpostavka da se sva materija sastoji od elementarnih čestica se pojavila u 6. stoljeću pr. n. e., ako ne i prije. Filozofsku doktrinu pod nazivom "atomizam" su zagovarali starogrčki filozofi poput Leukipa, Demokrita i Epikura. Iako je već Isaac Newton u 17. stoljeću vjerovao da je tvar sastavljena od sitnih osnovnih dijelova, tu je ideju tek 1802. formalno izrazio John Dalton. 
Periodni sustav elemenata iz 1869. kojeg je izradio Dmitrij Ivanovič Mendeljejev je pomogao opravdati tu ideju koja je prevladavala kroz 19. stoljeće. Joseph John Thomson je otkrio da se atom sastoji od lakših elektrona i težih protona, a Ernest Rutherford je bombardiranjem atoma zlata alfa česticama otkrio da su protoni skupljeni u središtu atoma. Pojava izotopa je bila je bila objašnjena otkrićem da atomsku jezgru uz protone sastavljaju i neutroni.
Početkom 20. stoljeća počinje se razvijati nuklearna i kvantna fizika, koje dosežu svoj vrhunac otkrićem nuklearne fuzije i fisije. Ta otkrića su omogućila ostvarenje davnog alkemijskog sna o pretvaranju olova u zlato (kamen mudraca), iako na neisplativ način. Također su omogućila i izradu nuklearnih oružja.
Tijekom 1950-ih i 1960-ih je otkriveno veliko mnoštvo čestica, koje je dobilo ime "zoološki vrt čestica", a zbog ogromnog broja čestica počelo se sumnjati u elementarnost tih čestica. Taj naziv je bio odbačen nakon formulacije standardnog modela tijekom 1970-ih, koji je obrazložio mnoštvo čestica kao kombinacije puno manjeg broja elementarijih čestica.

## Eksperimentalni laboratoriji
Velika većina svojstva tih čestica se ispituju ili je otkriveno u sljedećim laboratorijima i njihovim akceleratorima:
- Brookhaven National Laboratory (Nacionalni laboratorij Brookhaven)- Long Island, SAD
  - Relativistic Heavy Ion Collider - RHIC (Relativistički sudarivač teških iona)
- Budker Institute of Nuclear Physics (Budkerov institut za nuklearnu fiziku) - Novosibirsk, Rusija
- CERN (Europska organizacija za nuklearna istraživanja) - francusko - švicarska granica, pokraj Ženeve
  - Large Hadron Collider - LHC (Veliki hadronski sudarivač)
  - Large Electron–Positron Collider - LEP (Veliki elektronsko-pozitronski sudarivač)
  - Super Proton Synchrotron (Super protonski sinkrotron)
- DESY (Njemački elektronski sinkrotron) -  Hamburg, Njemačka
  - Hadron Elektron Ring Anlage - HERA (Hadronski elektronski prstenasti akcelerator)
- Fermi National Accelerator Laboratory (Fermilab) (Fermijev nacionalni akceleratorski laboratorij) - Batavia, SAD
  - Tevatron
- KEK (jap. Kō Enerugī Kasokuki Kenkyū Kikō, hrv.  Organizacija za istraživanje visokoenergetskih akceleratora) - Tsukuba, Japan
- SLAC National Accelerator Laboratory (Nacionalni akceleratorski laboratorij SLAC) - Menlo Park, SAD)
  - PEP-II